# 第聶伯高地

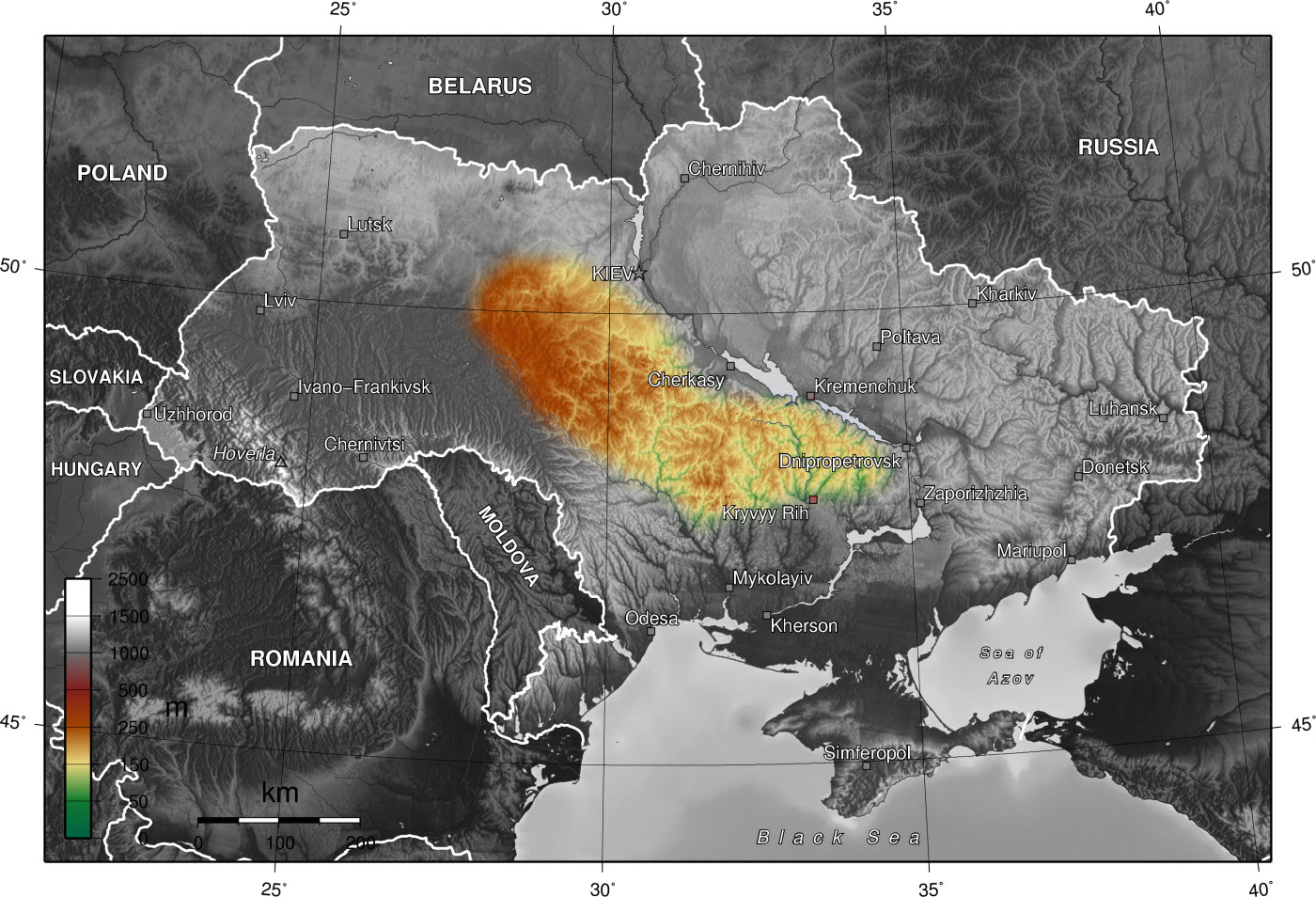

第聶伯高地（羅馬化：Prydniprovska vysochyna）是烏克蘭的高地，屬於東歐平原的一部分，位於該國東南部第聶伯河和南布格河之間，最高點海拔高度323米，該地區蘊藏大量鐵和錳礦。